# Additionsverbindungen
Als Additionsverbindungen werden chemische Verbindungen bezeichnet, die durch die Addition gleicher oder unterschiedlicher Verbindungen entstehen. Die Summenformel dieser Verbindungen ergeben sich aus der Summe der Summenformeln aller beteiligten Reaktanten. Es werden im Allgemeinen nur Verbindungen als Additonsverbindungen bezeichnet, bei denen die Einzelkomponenten nicht durch kovalente Bindungen verknüpft sind. Zu den Additionsverbindungen zählen demnach Elektronen-Donor-Akzeptor-Komplexe, Kronenether-Komplexe, Einschlussverbindungen, Clathrate, Catenane und Rotaxane. Sind die Komponenten kovalent verbunden, spricht man meist von Addukten.